# Tomažinčič
Tomažinčič je priimek več znanih Slovencev:
- Rok Tomažinčič (*1982), bobnar in tolkalist